# 인 패브릭: 레드 드레스
《인 패브릭: 레드 드레스》(영어: In Fabric)는 2018년에 개봉한 영국의 공포 코미디 영화이다.

## 출연진
주연
- 그웬돌린 크리스티 - 그웬 역
- 시드 바벳 크누센 - 질 역
- 마리안 장 밥티스트 - 쉴라 역
- 캐롤라인 캣츠 - 팸 역

조연
- 줄리안 바렛
- 헤일리 스콰이어
- 레오 빌 - 레그 역
- 리처드 브레머
- 스티브 오램 - 클라이브 역
- 수산나 캡펠라로
- 유지니아 카루소
- 파트마 모하메드